# Tore Pedersen
Tore Pedersen (n. 29 septembrie 1969, Comuna Fredrikstad, Østfold, Norvegia) este un fost fotbalist norvegian.
Între 1990 și 1999, Pedersen a jucat 46 de meciuri pentru echipa națională a Norvegiei.

## Statistici
| Norvegia | Norvegia | Norvegia |
| An       | Meciuri  | Goluri   |
| -------- | -------- | -------- |
| 1990     | 5        | 0        |
| 1991     | 8        | 0        |
| 1992     | 10       | 0        |
| 1993     | 9        | 0        |
| 1994     | 5        | 0        |
| 1995     | 1        | 0        |
| 1996     | 1        | 0        |
| 1997     | 4        | 0        |
| 1998     | 0        | 0        |
| 1999     | 3        | 0        |
| Total    | 46       | 0        |